# Oatfield
Oatfield és una concentració de població designada pel cens dels Estats Units a l'estat d'Oregon. Segons el cens del 2000 tenia 15.750 habitants.

## Demografia
Segons el cens del 2000, Oatfield tenia 15.750 habitants, 5.903 habitatges, i 4.563 famílies. La densitat de població era de 1.391,6 habitants per km².
Dels 5.903 habitatges en un 30,6% hi vivien nens de menys de 18 anys, en un 65,9% hi vivien parelles casades, en un 8,5% dones solteres, i en un 22,7% no eren unitats familiars. En el 17,8% dels habitatges hi vivien persones soles el 7,1% de les quals corresponia a persones de 65 anys o més que vivien soles. El nombre mitjà de persones vivint en cada habitatge era de 2,65 i el nombre mitjà de persones que vivien en cada família era de 2,99.
Per edats la població es repartia de la següent manera: un 23,2% tenia menys de 18 anys, un 7% entre 18 i 24, un 24,7% entre 25 i 44, un 30,8% de 45 a 60 i un 14,4% 65 anys o més.
L'edat mediana era de 42 anys. Per cada 100 dones de 18 o més anys hi havia 92,3 homes.
La renda mediana per habitatge era de 59.769 $ i la renda mediana per família de 66.469 $. Els homes tenien una renda mediana de 46.351 $ mentre que les dones 33.247 $. La renda per capita de la població era de 25.148 $. Aproximadament el 2,9% de les famílies i el 4,2% de la població estaven per davall del llindar de pobresa.

## Poblacions properes
El següent diagrama mostra les poblacions més properes.